# 2003년 런던 영화 비평가 협회상
제24회 런던 영화 비평가 협회상은 2004년 2월 11일에 열린 시상식이다.

## 수상 및 후보

### 작품상
- 마스터 앤드 커맨더: 위대한 정복자 - 피터 위어 수상

### 외국어영화상
- 굿바이 레닌 - 울프강 벡커 수상

### 감독상
- 미스틱 리버 - 클린트 이스트우드 수상

### 작가상
- 마스터 앤드 커맨더: 위대한 정복자 - 피터 위어, 존 콜리 수상

### 여우주연상
- 파 프롬 헤븐 - 줄리안 무어 수상

### 남우주연상
- 미스틱 리버 - 숀 펜 수상

### 영국감독상
- 막달레나 시스터즈 - 피터 뮬란 수상

### 영국여우주연상
- 마더 - 앤 레이드 수상

### 영국남우주연상
- 마스터 앤드 커맨더: 위대한 정복자 - 폴 베타니 수상

### 영국작가상
- 디 아워스 - 데이비드 헤어 수상

### 영국남우조연상
- 러브 액츄얼리 - 빌 나이 수상

### 영국여우조연상
- 러브 액츄얼리 - 엠마 톰슨 수상

### 영국신인상
- 영 아담 - 데이빗 맥킨지 수상

### 애튼보로우 상
- 막달레나 시스터즈 - 피터 뮬란 수상

### 딜리스 파웰상
- 톰 커트니 수상